# Jerzy Lewczyński
Jerzy Tadeusz Lewczyński (ur. 14 marca 1924 w Tomaszowie Lubelskim, zm. 2 lipca 2014 w Gliwicach) – polski artysta fotograf, krytyk i publicysta.

## Życiorys
Podczas II wojny światowej był żołnierzem Armii Krajowej. Absolwent Politechniki Śląskiej w Gliwicach. W latach 50. jego prace – próbujące uchwycić wzajemne relacje starannie komponowanych, symbolicznych przedmiotów i w ten sposób stworzyć komentarz do codzienności – nazywano mianem „antyfotografii”, on sam jednak skłania się do nazywania swych działań „teatrem fotografii”. Z czasem skoncentrował się na działaniach nazywanych „archeologią fotografii” – zaczął wykorzystywać w swych dziełach prace innych autorów, reprodukcje – zapomniane, zniszczone, odnajdując w nich symbol sponiewieranej przeszłości, ślady dotyku ludzkich dłoni czy oczu. Stara się odkrywać, badać, komentować zdarzenia i fakty dziejące się w przeszłości fotograficznej – bo dzięki temu przeszłość, dawne warstwy kulturowe mogą oddziaływać na dzisiejsze, tworzy się swoista ciągłość. W latach 1957–1960 był członkiem nieformalnej grupy fotograficznej wraz ze Zdzisławem Beksińskim i Bronisławem Schlabsem. Prezentował swą twórczość m.in. na wystawach Fotografia subiektywna (1968) i Fotografowie poszukujący (1971), Stany graniczne fotografii (1977). W 1971 wykorzystał cudze zdjęcie pasażerów pociągu w Nysie 1945 roku tworząc pracę „Nysa 1945 – nasze powiększenie”.
O zdjęciu (oryginalnym) pisze Henryk Waniek w Finis Silesiae.
W 1988–1993 wykładowca Wyższego Studium Fotografii ZPAF w Warszawie. Badania nad historią fotografii doprowadziły go do wydania Antologii fotografii polskiej 1839-1989 (1999). Było to pierwsze w Polsce wydawnictwo opisujące tak kompleksowo to zjawisko. Członek Gliwickiego Towarzystwa Fotograficznego (od 1951) i ZPAF (od 1956). Członek honorowy Fotoklubu Rzeczypospolitej Polskiej.
Decyzją Międzynarodowej Federacji Sztuki Fotograficznej otrzymaą honorowy tytuł Artiste FIAP – AFIAP (1963). W 1996 został odznaczony Krzyżem Komandorskim Orderu Odrodzenia Polski. W 2007 otrzymał Srebrny Medal „Zasłużony Kulturze Gloria Artis”, a także Nagrodę im. Katarzyny Kobro. Postanowieniem Kapituły Fotoklubu Rzeczypospolitej Polskiej został odznaczony Złotym Medalem „Zasłużony dla Fotografii Polskiej”.
Zmarł 2 lipca 2014 w Gliwicach. Został pochowany na Cmentarzu Centralnym w Gliwicach.
Jerzy Lewczyński przyjaźnił się ze Zdzisławem Beksińskim; w 2014 ukazała się książka pod redakcją Olgi Ptak zatytułowana Zdzisław Beksiński. Listy do Jerzego Lewczyńskiego.
Wpływy Lewczyńskiego są obecne w fotografiach u innych twórców, m.in. Wojciecha Prażmowskiego, Krzysztofa Pijarskiego czy Georgii Krawiec.